# André Lacroix (tennis)
Pour les articles homonymes, voir Lacroix et André Lacroix.
André Lacroix, né le 2 octobre 1908 à Forest et décédé le 3 mars 1992 à Bruges, est un ancien joueur de tennis belge.

## Carrière
Il est sacré champion de Belgique en 1928, 1933, 1935 et 1936 en simple et il s'est également imposé à cinq reprises en double.
Il atteint les huitièmes de finale du tournoi de Wimbledon 1937 où il perd face à Henry Austin.
Il a fait partie de l'équipe de Belgique de Coupe Davis de 1928 à 1939 et en 1947. Il est le 4e joueur de tennis belge qui a disputé le plus de rencontres de Coupe Davis après Jacky Brichant, Philippe Washer et Olivier Rochus. Il a en effet joué dans cette compétition 25 rencontres et compte 35 victoires pour 25 défaites (21 victoires pour 19 défaites en simple et 14 victoires pour 6 défaites en double). Il a reçu le Davis Cup Commitment Award.